# Piotr Obarek
Piotr Obarek (ur. 26 lutego 1953 w Działdowie) – polski grafik, prof. nadzwyczajny Uniwersytetu Warmińsko-Mazurskiego w Olsztynie i dr. hab.

## Życiorys
Urodzony w 1953 r. w Działdowie. Studia na Wydziale Grafiki ASP w Warszawie, dyplom w 1977 r. w Pracowni Plakatu prof. Henryka Tomaszewskiego. Studiował pod kierunkiem profesorów Eugeniusza Markowskiego, Teresy Pągowskiej, Jerzego Tchórzewskiego. Zajmuje się plakatem, grafiką użytkową, rysunkiem, malarstwem, aranżacją wnętrz i wystaw. W 2001 uzyskał habilitację. Pełnił funkcję kierownika w Katedrze Sztuk Pięknych na Wydziale Nauk Społecznych i Sztuki oraz dziekana na Wydziale Sztuki Uniwersytetu Warmińskiego-Mazurskiego w Olsztynie. W 2016 Rada na Wydziale Grafiki ASP pozbawiła go habilitacji z powodu podejrzenia popełnienia przestępstwa plagiatu. W 2017 decyzją Sądu Administracyjnego w Warszawie zwrócono mu stopień doktora habilitowanego, uznając, że Centralna Komisji do spraw stopni i tytułów naukowych oraz uchwały Rady Wydziału ASP podjęła decyzję naruszając prawo.
Autor projektu obecnego herbu Olsztyna, logo i godła UWM oraz insygniów rektorskich. Współtwórca rzeźby spiżowej Jana Nepomucena w Olsztynie, twórca nagrodzonego plakatu oraz billboardu z okazji 650-lecia Olsztyna.

## Życie prywatne
Jego żoną jest Izabela Janiszewska, z którą ma dwóch synów – Jakuba i Mateusza.

## Odznaczenia
- 2002: Złota Odznaka ZPAP[1]
- 2005: Srebrny Krzyż Zasługi[1]
- 2005: Złota Odznaka Zasłużony dla kultury[1]
- 2006: Medal za Solidarność z Braćmi Węgierskimi walczącymi podczas Rewolucji w 1956 roku[8]
- 2010: Medal Św. Jakuba Patrona Olsztyna, przyznanym z okazji 65-lecia istnienia Nauki i Szkolnictwa Wyższego na Warmii i Mazurach[8]
- 2010: Medal Komisji Edukacji Narodowej[8]
- 2014: Medal z Okazji 15-lecia UWM za szczególne zasługi dla rozwoju uniwersytetu[8]
- 2015: Medal Pamiątkowy UWM za działalność i zaangażowanie w rozwój i funkcjonowanie Instytutu Sztuk Pięknych[8]